# Deutsches Elfenbeinmuseum

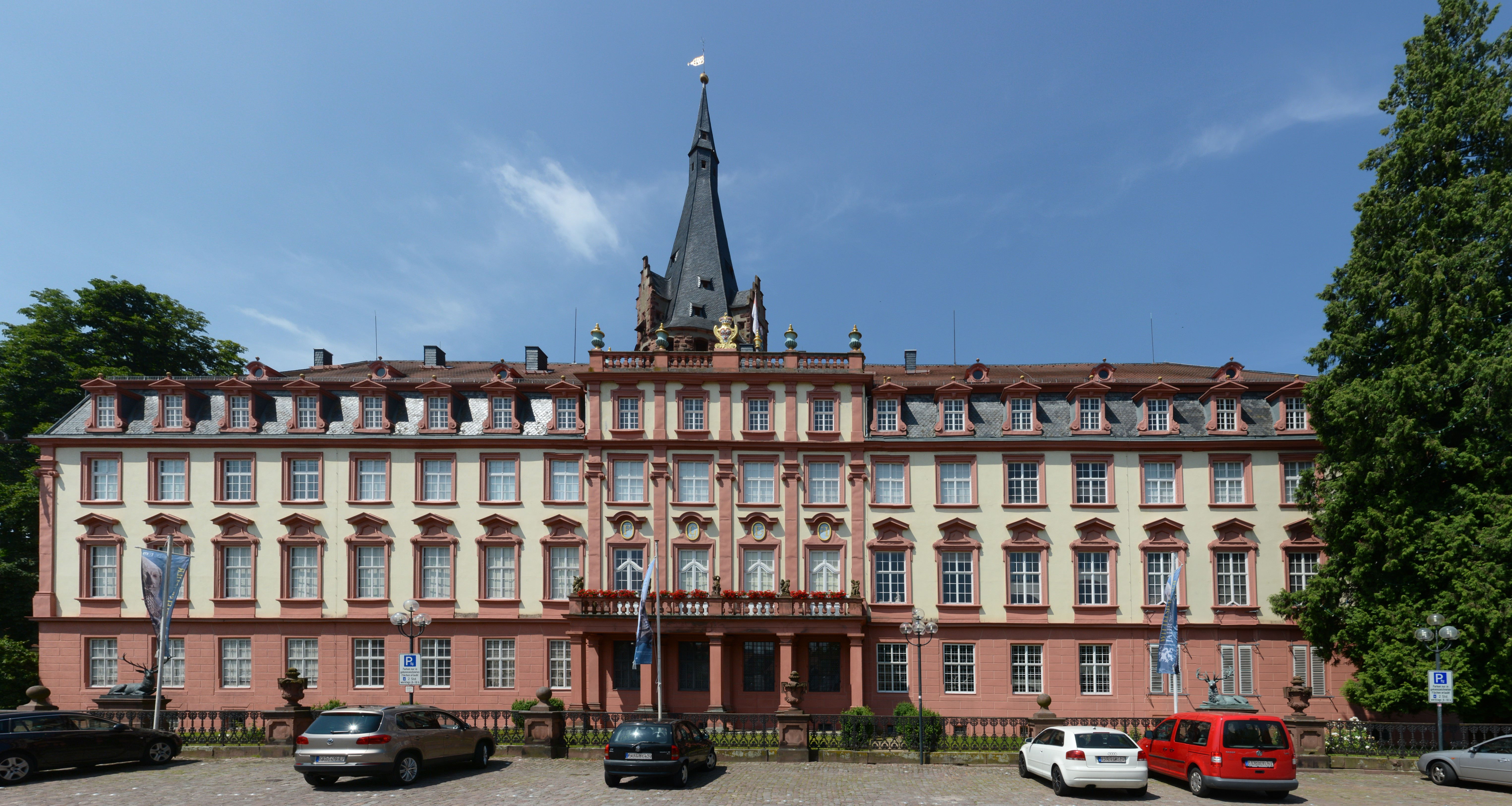
Schloss Erbach

Das Deutsche Elfenbeinmuseum in Erbach im Odenwald ist ein Museum für Elfenbein und speziell Elfenbeinschnitzereien, die im Ort eine lange Handwerkstradition haben. Es wurde in den 1960ern gegründet und befindet sich seit 2016 neben weiteren Ausstellungen im Schloss Erbach.

## Geschichte
Im letzten Viertel des 18. Jahrhunderts führte Graf Franz I. zu Erbach-Erbach den exotischen Werkstoff Elfenbein bei den Bein- und Horndrehern seiner Residenzstadt ein. In der Folgezeit entwickelte sich Erbach zur deutschen „Elfenbeinstadt“ und zählte zu den bedeutendsten europäischen Zentren der Elfenbeinschnitzerei. Auch heute noch sind Elfenbeinwerkstätten in Erbach aktiv, die nach dem Welthandelsverbot für Elefantenstoßzähne (1973) und für Walrosselfenbein (1979) seit 1989 auf fossiles Elfenbein und alternative Werkstoffe umgestellt haben.
Der Impuls zur Museumsgründung am 29. Oktober 1966 ging auf die 400 Exponate umfassende Elfenbeinausstellung zum Hessentag 1962 in Michelstadt zurück. In der Folgezeit gelang es dem Gründungsdirektor Hans-Werner Hegemann, einen Grundbestand zusammenstellen, der im neu erbauten Bürgerhaus zunächst als Erbacher Elfenbeinmuseum und, nach ständiger Erweiterung seit 1976 als Deutsches Elfenbeinmuseum Erbach gezeigt wurde. Zwei Erweiterungsbauten 1977 und 1984 trugen dem weiteren Ausbau der Sammlungen Rechnung. In der ersten Hälfte des Jahres 2006 wurde das Museum nochmals erweitert und modernisiert.
Im August 2013 wurde das Museum in die Rote Liste Kultur des Deutschen Kulturrates aufgenommen und in die Kategorie 1 als von der Schließung bedroht eingestuft. Die Kreisstadt Erbach als bislang alleiniger Kostenträger sah sich nach den Vorgaben des Kommunalen Schutzschirms des Landes Hessen nicht länger in der Lage, die Kosten des Museumsbetriebs zu finanzieren.
Zum 31. Dezember 2015 wurde das Museum am alten Standort geschlossen. Es zog im Laufe des Jahres 2016 in Räume des Schlosses Erbach um und wurde dort unter Trägerschaft des Landes Hessen am 9. November 2016 mit neuem Ausstellungskonzept wiedereröffnet. In sieben Räumen im Erdgeschoss des Schlosses wird ein chronologischer Rundgang durch die Exponate zur Elfenbeinschnitzkunst in Erbach und zu ihren Hauptakteuren angeboten. In einem Nebengebäude zeigen Elfenbeinschnitzer Techniken, Werkzeuge und Materialien.

## Exponate

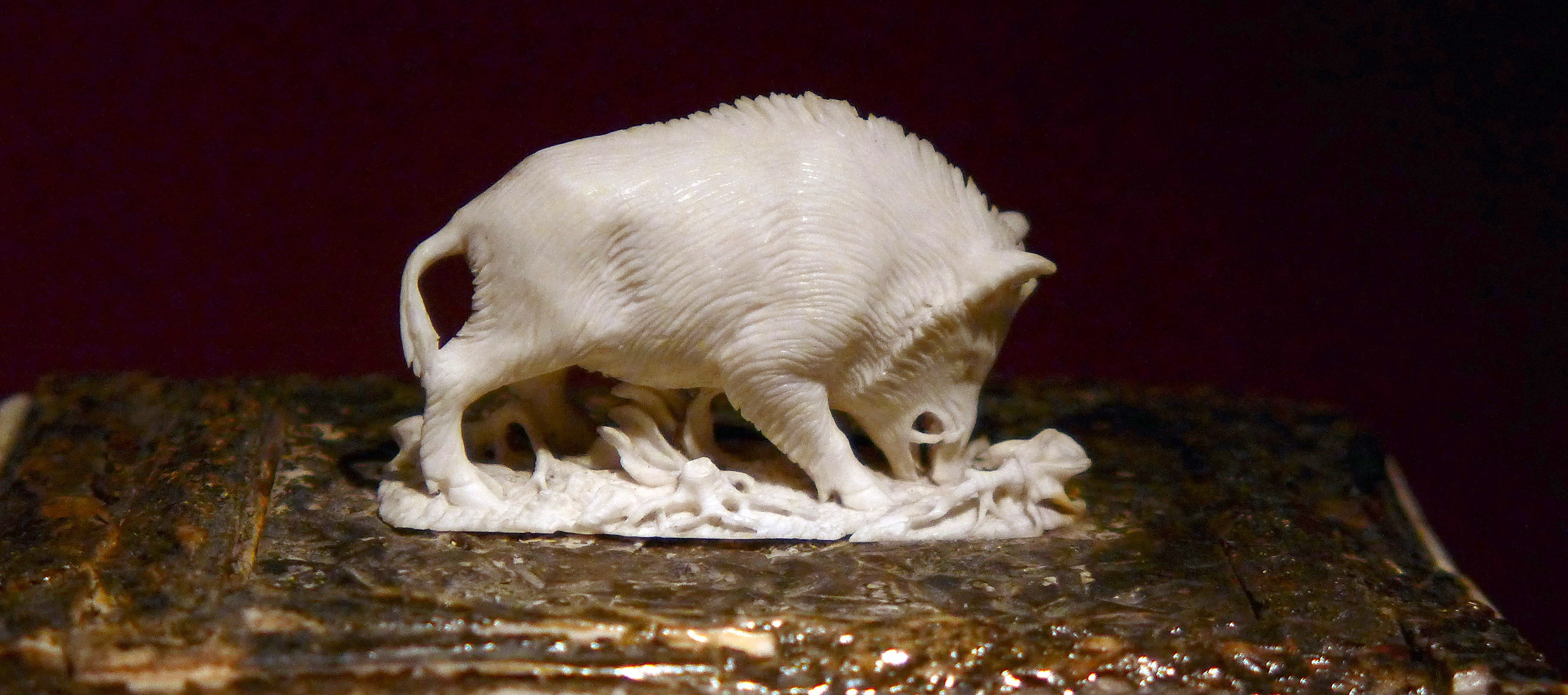
Exponat in der Dauerausstellung

Der Gesamtbestand des nun im Erbacher Schlosses untergebrachten und in Umfang und Art als einzigartig geltenden Museums umfasst mehr als 2.000 Exponate unterschiedlichster Provenienz und Entstehungszeit. 
In der Dauerausstellung werden aber nur einige ausgewählte Stücke präsentiert. Ausgehend von den Arbeiten von Graf Franz I. führt ein chronologischer Rundgang von den Anfängen der Erbacher Elfenbeinkunst bis in die Moderne. Eingegangen wird hier auch auf die Arbeiten der Odenwälder Elfenbeinschnitzer des 19. und 20. Jahrhunderts, zum Beispiel auf die Schnitzereien von Jan Holschuh. Auch über die Techniken, Werkzeuge und Materialien der Elfenbeinverarbeitung informiert das Museum, regelmäßige Schnitzvorführungen in der Museumswerkstatt veranschaulichen die Arbeit mit Elfenbein.
Die Elfenbeinschnitzer mit ihrer Werkstatt sind bereits am neuen Standort aktiv und führen die Besucher in ihre Arbeit ein. Sie demonstrieren auch das Schnitzen mit anderen dem Elfenbein verwandten Materialien tierischer und pflanzlicher Herkunft, wie etwa der Tagua-Nuss.
Weitere Elfenbeinmuseen der Region sind das private Elfenbeinmuseum Michelstadt und das kirchliche Elfenbeinmuseum Walldürn.